# Harpswell
La ville de Harpswell est située dans le comté de Cumberland, dans l’État du Maine, aux États-Unis. Sa population s’élevait à 4 740 habitants lors du recensement de 2010, estimée à 4 836 habitants en 2014. Elle fait partie de l'aire métropolitaine de Portland.

## Géographie
La ville est située sur la baie de Casco. Selon le Bureau du recensement des États-Unis, elle a une superficie totale de 330 km2, composé de terres contiguës Harpswell Neck, ainsi que trois grandes îles reliées par des ponts : Sebascodegan Island (connue localement sous le nom de Grande île), Orr's Island et Bailey Island et plus de 200 îles plus petites.

## Personnalité liée à la ville
- Robert Peary, explorateur polaire s'est retiré en 1911 sur Eagle Island, île rattachée à la ville de Harpswell.